# AYANO (ギタリスト)
AYANO（アヤノ、1983年2月4日 - ）は、日本のギタリスト、作曲家。本名は綾野光紘。東京都町田市出身。血液型はO型。

## 略歴
- 12歳よりギターを始める。
- 2001年、ロックバンド「FULL AHEAD」に加入。
- 2006年、drug store cowboyのVo.有原雅人によるソロプロジェクト「CROWN」にサポートギタリストとして参加。
- 2008年、ハードコアバンド「スクラムシロップ」にサポートギタリストとして参加。
- 同年、仮面ライダーキバの主人公であり、俳優の「瀬戸康史」をヴォーカルに迎えた一年間限定のバンド、「TETRA-FANG」に参加。
- 2009年、女性ヴォーカリスト「SUNAHO」と共に「Labor Day」を結成。
- 2011年、有原雅人を含む「CROWN」のメンバーと共に「RENEGADE dub HUMANIT¥」を結成。
- 2014年、「Chewing High!!」にて活動。
- 東京都町田市の山崎団地名店街にてもつ鍋処さくらおよびぐりーんハウスを経営。ただし後者は経営難を理由に2019年9月に閉店した[1]。

## ギタープレイスタイル
高速オルタネイト、スウィープ、ピッキングハーモニクス、タッピング、アーミング、低音リフ、バッキングの変則フレージング、符割りを得意とし、『仮面ライダー』楽曲においても、そのギタープレイを聴くことができる。
『仮面ライダー』と連動したインターネットラジオ内ではプレイスタイルについて語っている。また、labor dayの「Keep On Movin'」では「速さ」よりもGroove、ノリに重点を置いた作曲をしている。

## 作品
- GACKT「Stay the Ride Alive」
- GACKT「Journey through the Decade」
- GACKT「The Next Decade」
- GACKT「Graffiti」
- Queen & Elizabeth | 板野友美(AKB48）河西智美(AKB48) 「Love♡Wars」
- Labor day「Cyclone Effect」
- Labor day「Extreme Dream」
- Labor day「Keep On Movin'」(未発売曲)  Ride the Groove2011.08.28　最終回1にて1曲通して聴くことができる。
- フレンチ・キス「If」
- つよしとあやの「WIND WAVE」
- 手をつなごう〜マツケン×仮面ライダーサンバ〜 / 松平健 feat.映司＆アンク（C.V.渡部秀・三浦涼介）
- Hero Music All Stars「情熱 〜We are Brothers〜」
- 仮面ライダーGIRLS「Let's Go RiderKick 2011」
- 仮面ライダーGIRLS「Just the Beginning」
- 仮面ライダーGIRLS「Go get‘em」
- Astronauts「Giant Step Rock’n Roll States edit.」

## 出演番組

### テレビ
2011年
- 『仮面ライダーオーズ/OOO』TV放送第35話「夢と兄とバースの秘密」路端ライオンとしてつよしと一緒に出演した[3]。

2014年
- 『烈車戦隊トッキュウジャー』TV放送第42話「君に届く言葉」保線員バンドのギターとして出演した[4]。

### インターネットラジオ
- 仮面ライダーW公式インターネットラジオWIND WAVE『向かい風一本勝負!!』
- DJ HURRY KENN Ride the Groove WEB RADIO 仮面ライダーサウンドウェブ